# Buddy Richard

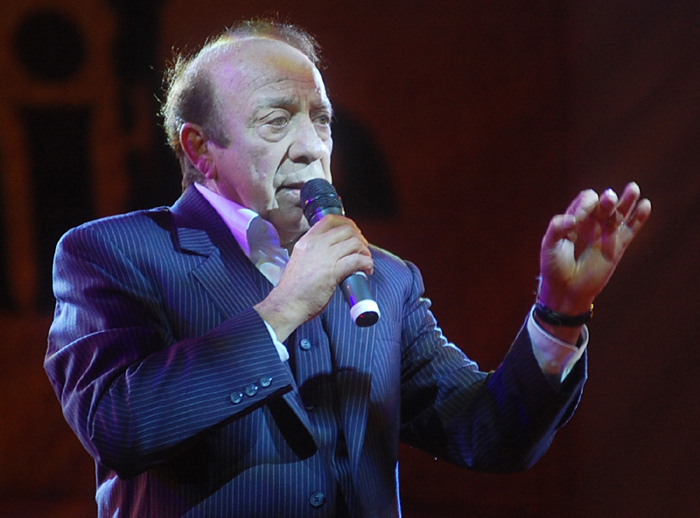
Buddy Richard (2010)

Buddy Richard, bürgerlich Ricardo Roberto Toro Lavín (* 21. September 1943 in Graneros, Provinz Cachapoal) ist ein chilenischer Sänger und Komponist. 
2008 beendete er seine Karriere als Sänger. Zurzeit ist er Autor.

## Diskografie
- Buddy Richard y sus amigos (1964)
- Buddy Richard en el Astor (1969)
- Quiera Dios (1971)
- Buddy (1974)